# Associazione Calcio Juvenes/Dogana 2009-2010
Questa voce raccoglie le informazioni riguardanti l'Associazione Calcio Juvenes/Dogana nelle competizioni ufficiali della stagione 2009-2010. 

## Stagione
La squadra disputa l'UEFA Europa League 2009-2010 venendo eliminata nel secondo turno preliminare dal Polonia Varsavia.

## Rosa
| N. |                       | Ruolo | Calciatore        |
| -- | --------------------- | ----- | ----------------- |
|    | San Marino (bandiera) | P     | Eros Gobbi        |
|    | Italia (bandiera)     | P     | Simone Montanari  |
|    | San Marino (bandiera) | P     | Fabio Macaluso    |
|    | Italia (bandiera)     | D     | Mauro Dominici    |
|    | San Marino (bandiera) | D     | Stefano Gasperoni |
|    | San Marino (bandiera) | D     | Manuel Renzi      |
|    | San Marino (bandiera) | D     | Gianni Marzocchi  |
|    | San Marino (bandiera) | D     | Andrea Casadei    |
|    | San Marino (bandiera) | D     | Roberto Selva     |
|    | San Marino (bandiera) | D     | Claudio Babboni   |
|    | San Marino (bandiera) | D     | Matteo Colonna    |
|    | Italia (bandiera)     | C     | Renzo Tasso       |
|    | San Marino (bandiera) | C     | Alberto Colombini |

| N. |                       | Ruolo | Calciatore         |
| -- | --------------------- | ----- | ------------------ |
|    | San Marino (bandiera) | C     | Francesco Perrotta |
|    | San Marino (bandiera) | C     | Filippo Rossi      |
|    | San Marino (bandiera) | C     | Maurizio Galli     |
|    | San Marino (bandiera) | C     | Federico Nanni     |
|    | San Marino (bandiera) | C     | Claudio Zonzini    |
|    | San Marino (bandiera) | C     | Riccardo Santini   |
|    | San Marino (bandiera) | C     | Lorenzo Gasperoni  |
|    | San Marino (bandiera) | C     | Francesco Ceci     |
|    | San Marino (bandiera) | C     | Michele Cervellini |
|    | San Marino (bandiera) | A     | Marco Rosti        |
|    | San Marino (bandiera) | A     | Marco Fantini      |
|    | San Marino (bandiera) | A     | Giacomo Gamberini  |